# Cova de Postojna
La cova de Postojna (eslovè: Postojnska jama; alemany: Höhlen von Postojna, Adelsberger Höhlen; italià: Grotte di Postumia) és una cova de 20.570 m de llarg situada a prop de Postojna, Eslovènia. És la cova més gran d'Eslovènia així com un dels llocs més turístics del país, amb més de 32 milions de visites en total.
La cova fou creada pel riu Pivka, durant 2 milions d'anys.
Amb 8 °C de temperatura constant, la cova és accessible sense cap mena d'equipament especial. 5,3 km. de la cova estan oberts al públic.

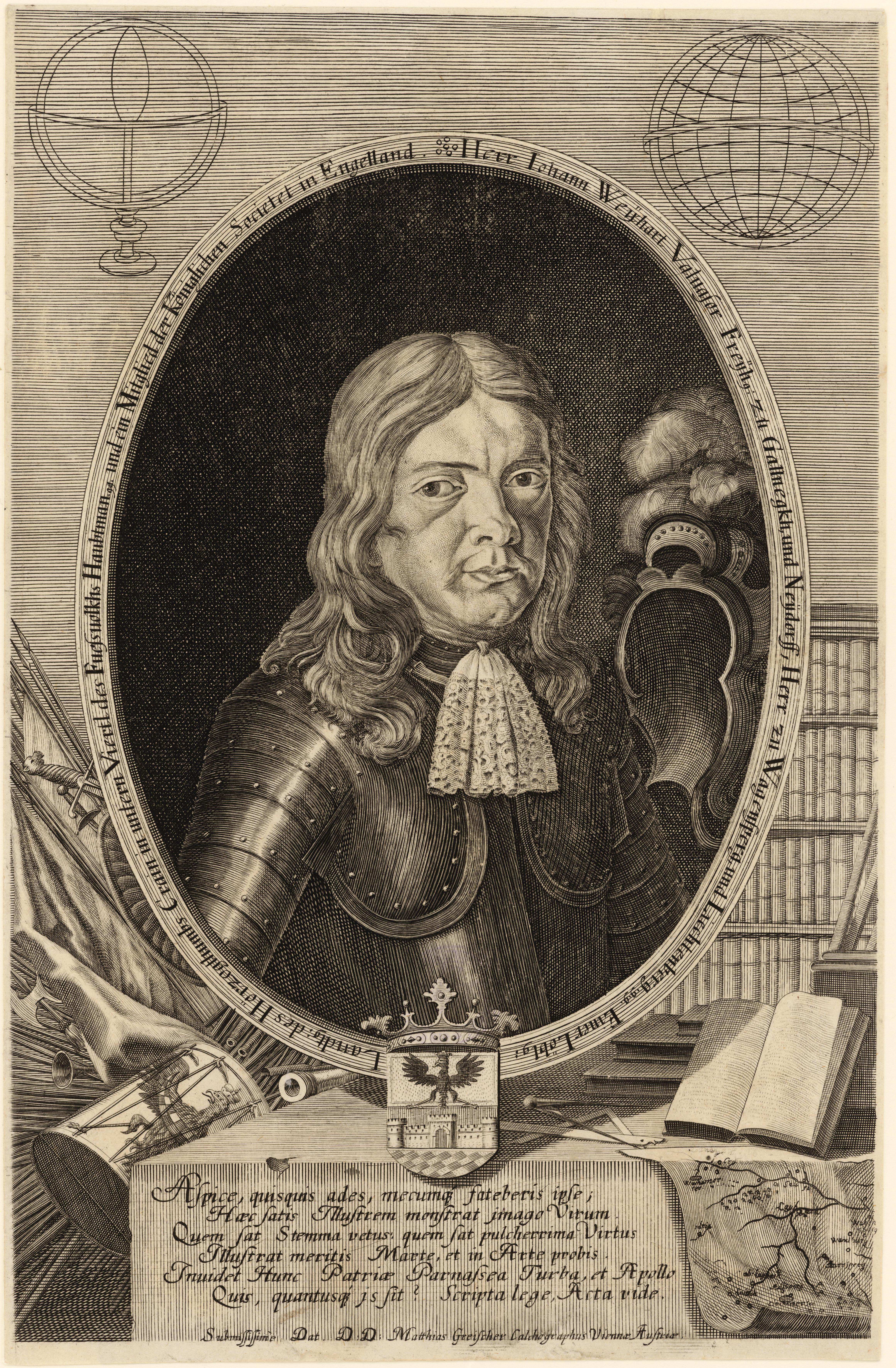
Janez Vajkard Valvasor, el descobridor de la cova.

## Història
La cova va ser descoberta el segle xvii per Janez Vajkard Valvasor, i una nova àrea de la cova va ser descoberta accidentalment el 1818 per Luka Čeč, quan estava preparant les parts conegudes fins llavors de la cova per a una visita de Francesc I, el primer Emperador d'Àustria. El 1819, la cova va ser oberta al públic. Va ser una de les primeres coves d'obertura al públic mitjançant el pagament d'una entrada (1824) i amb un servei de guia (1825).
L'any 1872 hi arribà l'enllumenat elèctric, cosa que provocà una expansió de la popularitat de les coves. Aquest mateix any s'inicien les excursions en carretes empeses pels mateixos guies.
A principis del Segle XX es va posar a disposició del públic una locomotora de gas. El 1945, la locomotora de gas va ser reemplaçada per una d'elèctrica.

## Espècies

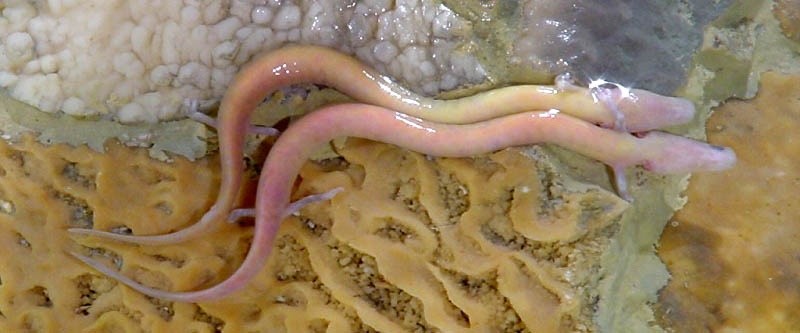
Un olm a la cova de Postojna

Només hi ha tres espècies a la cova: l'olm (Proteus anguinus); Leptodirus hohenwarti, un escarabat; i una espècie de salamandra.
A una part de la visita a la cova es visitava una piscina amb olms a dins, però recentment han estat trets, ja que els flaixos de les càmeres tenien efectes sobre la pell sensible dels olms.

## Galeria

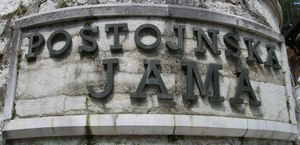
Entrada a la cova.
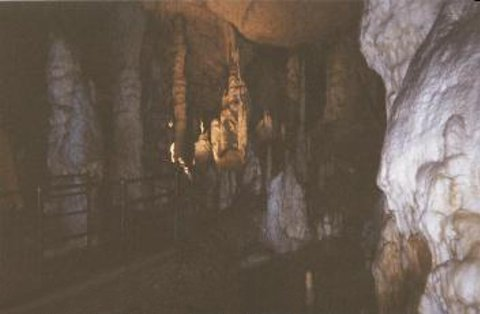
Les coves el 2003.
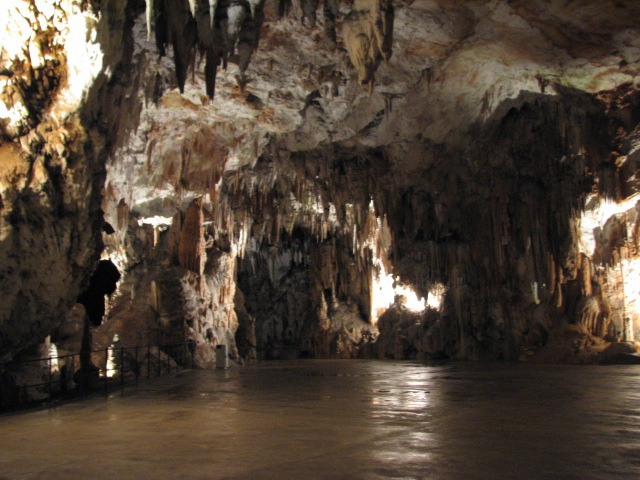
La sala "The Concert Hall", amb capacitat per a 10.000 persones.